# Chapstick lesbian
Les chapstick lesbian, o lesbiana chapstick, són un subgrup dins del lesbianisme que Ellen DeGeneres va popularitzar, l'any 1997, en el seu espectacle Ellen. El terme es va crear com a resposta a l'expressió "lipstick lesbian", que sorgí el 1990 i que es refereix a una lesbiana que dona èmfasi a la seva identitat femenina a través de l'aspecte físic. El terme d'argot "chapstick lesbian" identifica una categoria en l'espectre butch-femme en la qual la dona té un biaix d'identitat de gènere cap al lesbianisme femme, tot i que no tant com per a identificar-se amb els criteris d'una lipstick lesbian. El terme és sovint usat com a alternativa de "soft-butch" o andrògina. Els atributs clau que identifiquen una lesbiana chapstick és que tenen un codi de roba informal i manca d'interès en maquillar-se. En la mateixa línia, també poden mostrar una naturalesa atlètica i un gran interès per l'esport.
A més, el terme ha estat adoptat per acadèmics en diferents obres, identificant un subgrup dins el lesbianisme que s'allunya encara més en l'exploració de la fluïdesa sexual. Per exemple, alguns artibles parlen del esbianisme "chapstick" com a forma d'identitat secundària dins la cultura Queer.